# ایستگاه متروی میدان لستر
ایستگاه متروی میدان لستر (انگلیسی: Leicester Square tube station) یک ایستگاه مترو در شهر لندن است.
این ایستگاه که در شهر وست‌مینستر قرار دارد در سال ۱۹۰۶ تأسیس شده و جزئی از خط شمالی متروی لندن و خط پیکدیلی است.

## نگارخانه

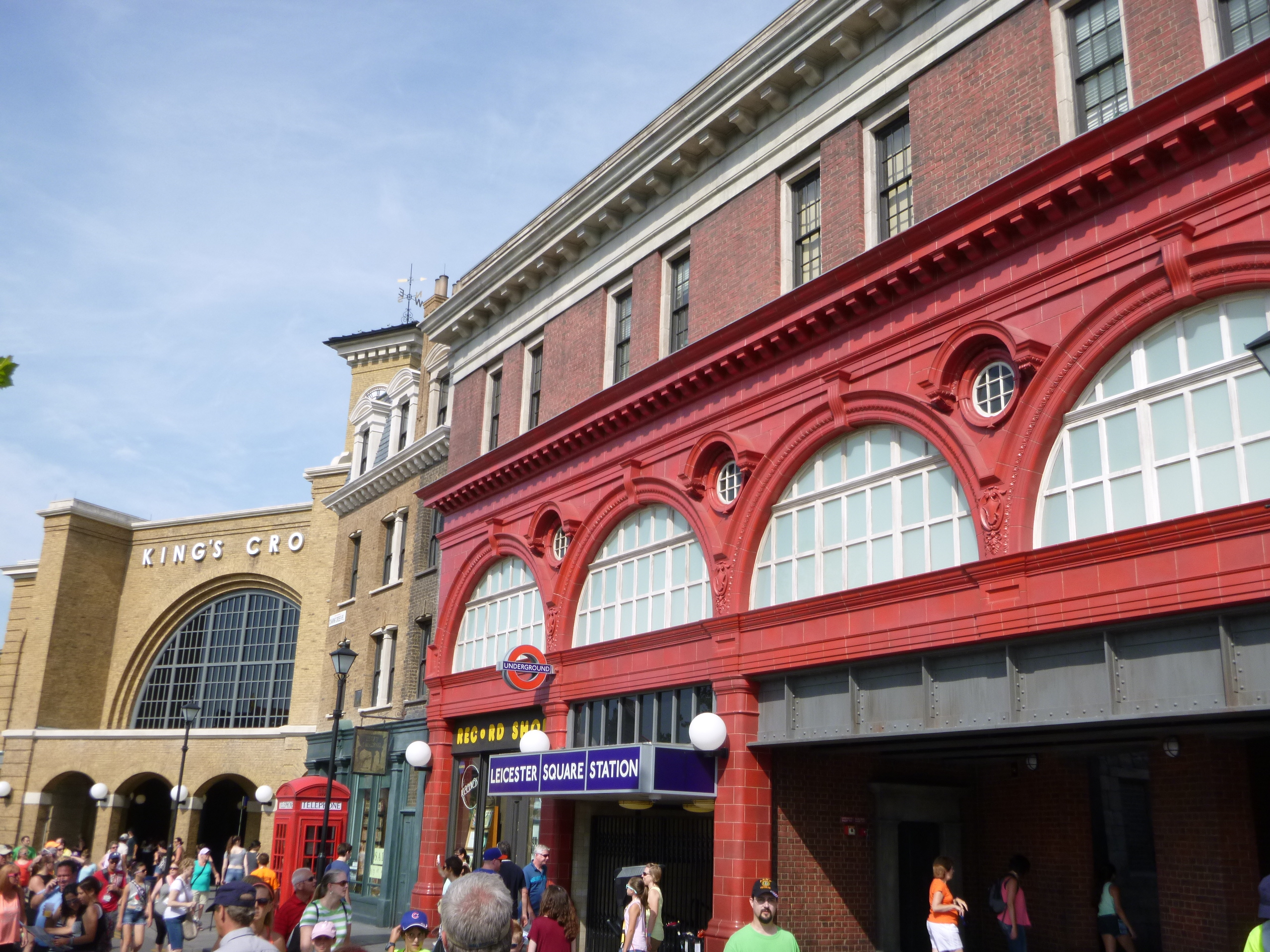
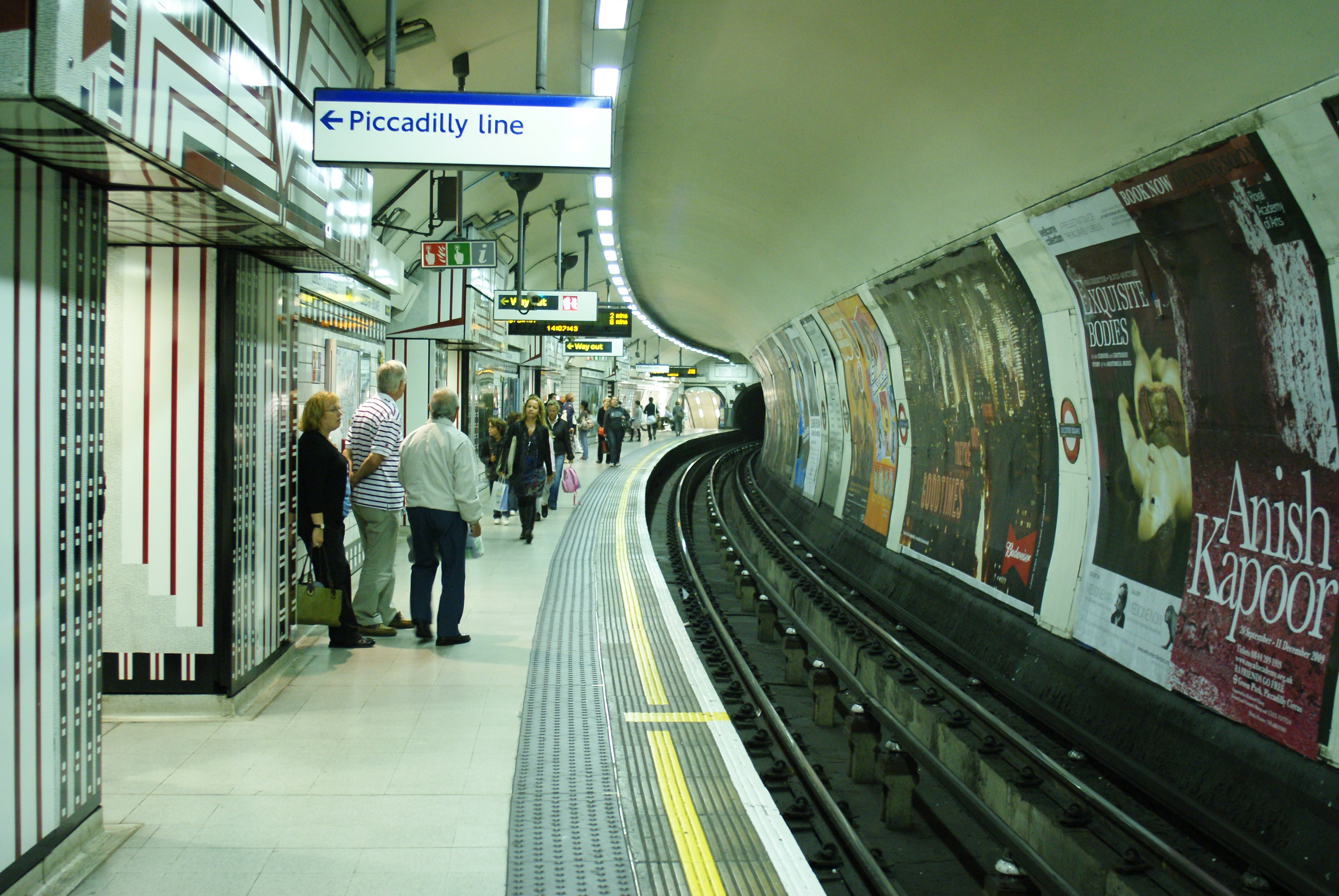
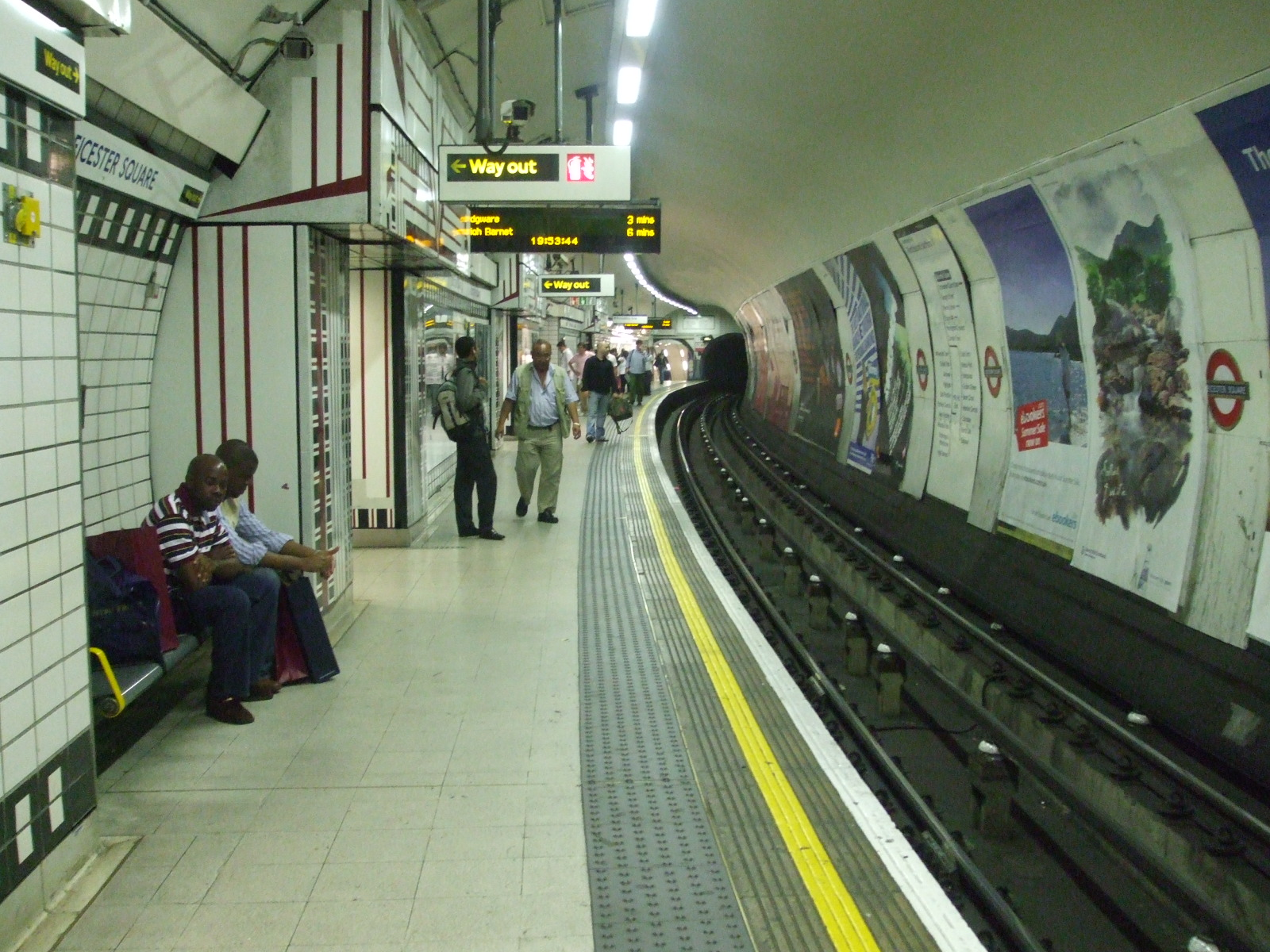
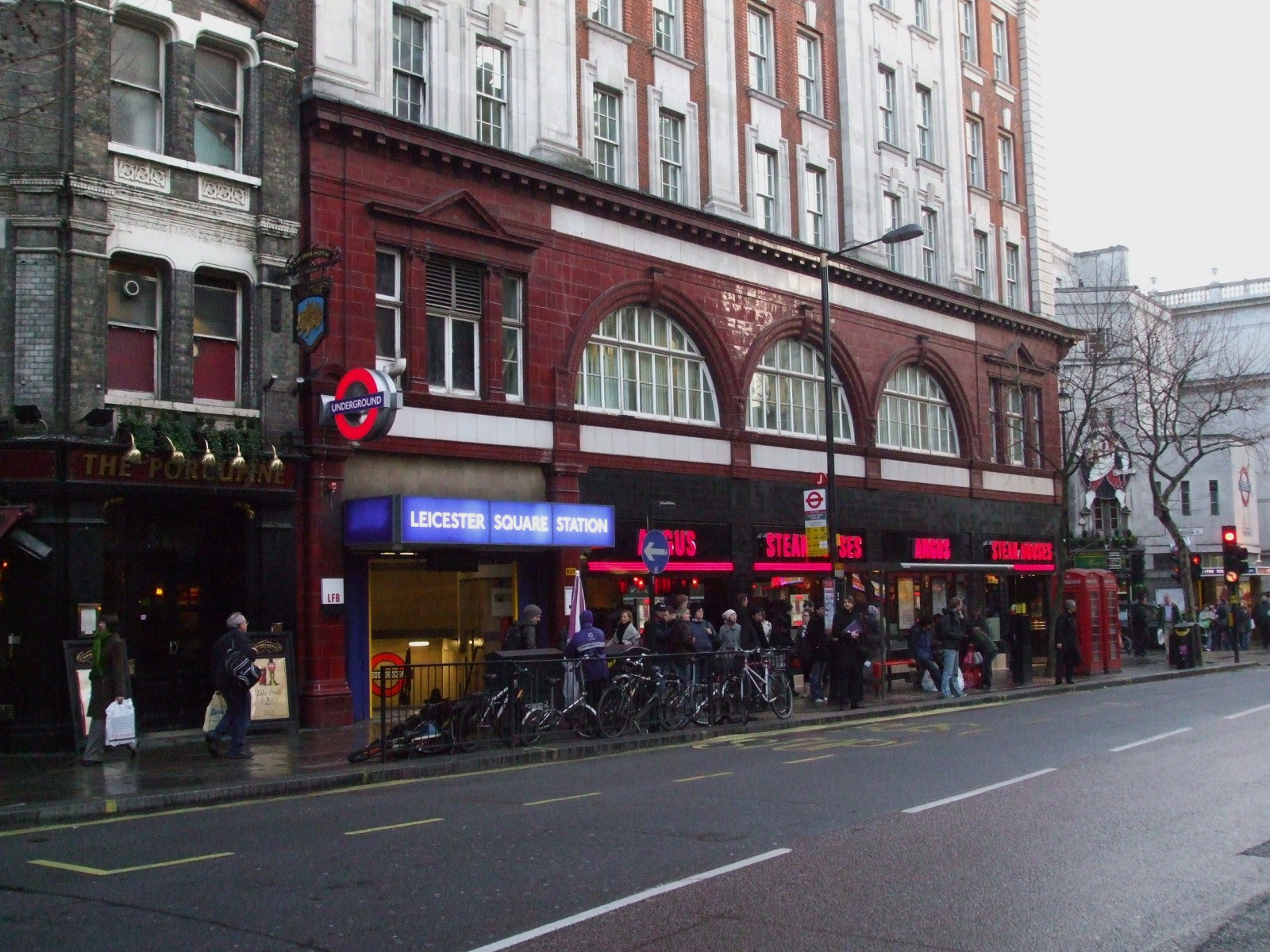
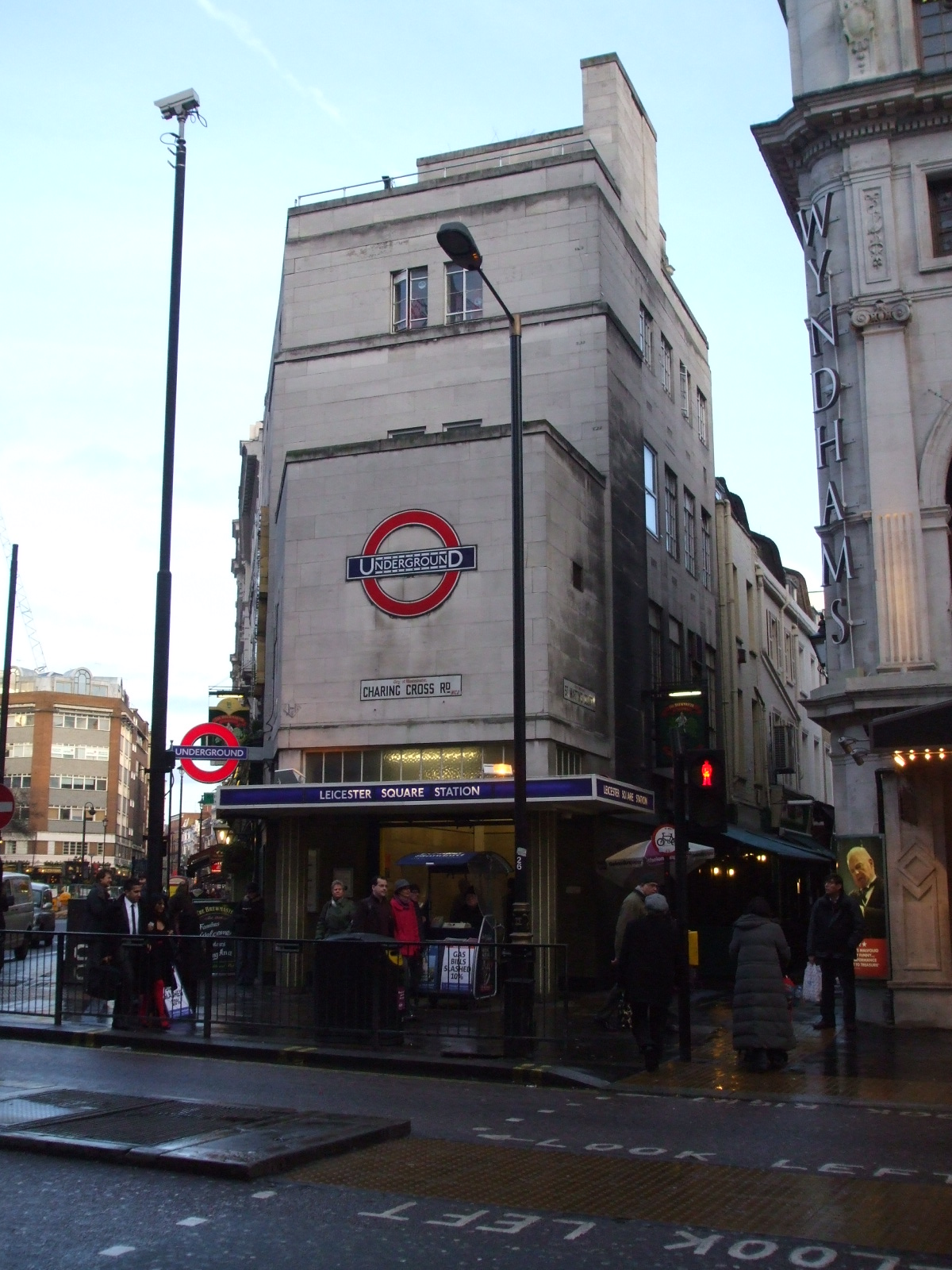
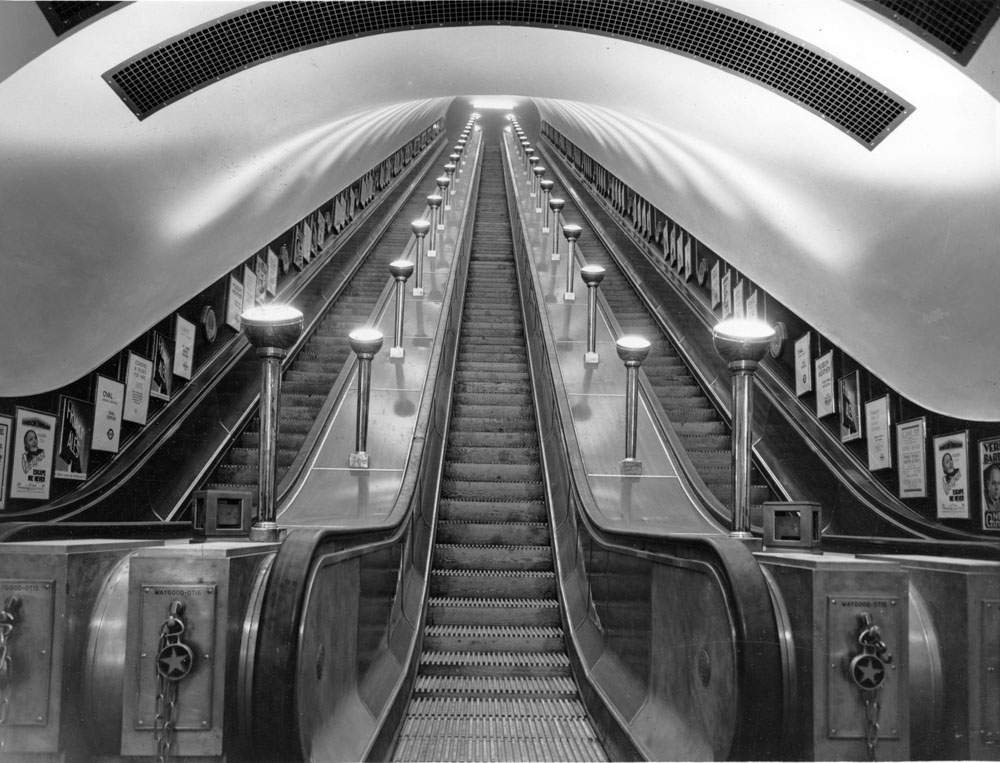